# Colognola ai Colli
Colognola ai Colli là một đô thị ở tỉnh Verona trong vùng Veneto của Ý, có cự ly khoảng 90 km về phía tây của Venice và khoảng 15 km về phía đông của Verona.
Colognola ai Colli giáp các đô thị: Belfiore, Caldiero, Cazzano di Tramigna, Illasi, Lavagno, và Soave.